# Лапотково
Лапотково — село в Щёкинском районе Тульской области России.
В рамках административно-территориального устройства относится к Лазаревской сельской администрации Щёкинского района, в рамках организации местного самоуправления входит в сельское поселение Лазаревское.

## География
Расположено в 19 км к югу от железнодорожной станции города Щёкино,  с обеих сторон Московско-Харьковского шоссе (автомобильной дороги Москва — Тула — Щёкино — Орёл — Харьков).
Село связано также автодорогой с городом Ефремов.

## Население
| 2002 | 2010 |
| ---- | ---- |
| 282  | ↘256 |

## История

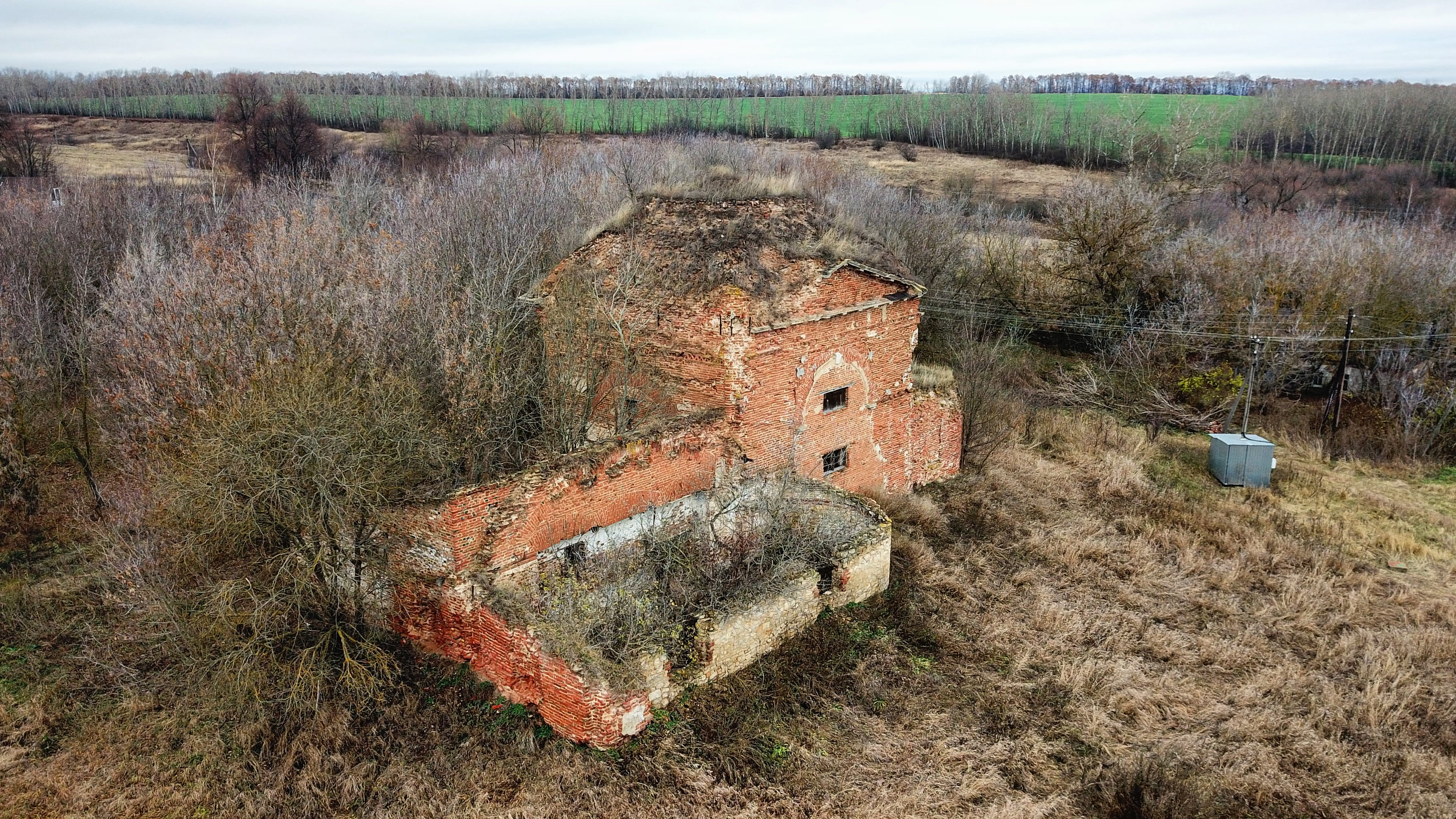
Церковь Покрова Пресвятой Богородицы в Лапотково

До революции 1917 года входило в состав Крапивенского уезда.
Прежнее название села — Покровское. На чаше от 1730 года, подаренной храму помещиком села князем Шаховским, имеется надпись: Чаша святая, подаренная в село Покровское. 
Позже село было переименовано в Лапотково, так как основным занятием местного населения было плетение лаптей. В конце XIX века самыми крупными землевладельцами села являлись князья Урусовы. Позже оно принадлежало дворянскому роду Лазаревых. Село упоминается в «Алфавитном указателе Тульской губернии» от 1857 года.
В селе располагалось имение Лазаревых, где в 1787 году останавливалась Екатерина II во время поездки из Крыма, а также посещала литургию в Покровской церкви.

## Достопримечательности
В Лапотково установлен «Памятник погибшим землякам», памяти уроженцев села, погибших во время Великой Отечественной войны.
Церковь Покрова Пресвятой Богородицы
Священники:
- Матфей Федоров Оболенский — 1840—1860, в 1866—1870 — заштатный.
- Василий Михайлов — 1840—1852
- Алексей Егоров Шаховцев — 1866—1897, (возможно и далее)
- Александр Васильев Любомудров — 1866—1875

## Известные уроженцы
В 1874 в Лапотково родился музыкант Михаил Адамов.